# Miltonia
Miltonia – rodzaj roślin z rodziny storczykowatych (Orchidaceae). Obejmuje 12 gatunków oraz 8 hybryd  występujących w Ameryce Południowej w takich krajach jak: Paragwaj, północna Argentyna, regiony Północno-Wschodni, Południowy, Południowo-Wschodni oraz Środkowozachodni w Brazylii.

## Systematyka
Rodzaj sklasyfikowany do podplemienia Oncidiinae w plemieniu Cymbidieae, podrodzina epidendronowe (Epidendroideae), rodzina storczykowate (Orchidaceae), rząd szparagowce (Asparagales) w obrębie roślin jednoliściennych.
Wykaz gatunków
- Miltonia altairiana Chiron & V.P.Castro
- Miltonia candida Lindl.
- Miltonia clowesii (Lindl.) Lindl.
- Miltonia cuneata Lindl.
- Miltonia flava Lindl.
- Miltonia flavescens (Lindl.) Lindl.
- Miltonia kayasimae Pabst
- Miltonia moreliana A.Rich.
- Miltonia phymatochila (Lindl.) N.H.Williams & M.W.Chase
- Miltonia regnellii Rchb.f.
- Miltonia russelliana (Lindl.) Lindl.
- Miltonia spectabilis Lindl.

Wykaz hybryd
- Miltonia × binotii Cogn.
- Miltonia × bluntii Rchb.f.
- Miltonia × cogniauxiae Peeters ex Cogn. & A.Gooss.
- Miltonia × cyrtochiloides Barb.Rodr.
- Miltonia × lamarckeana Rchb.f.
- Miltonia × leucoglossa Anon.
- Miltonia × peetersiana Rchb.f.
- Miltonia × rosina Barb.Rodr.